# Kabinett Dombrovskis I
Mit Kabinett Dombrovskis wird das am 12. März 2009 vereidigte Kabinett des lettischen Ministerpräsidenten Valdis Dombrovskis bezeichnet sowie dessen Umbildung am 17. März 2010.
Nach Unruhen musste die Regierung Ivars Godmanis am 20. Februar 2009 zurücktreten. Daraufhin wurde Valdis Dombrovskis als Nachfolger nominiert, der sein Kabinett am 4. März 2009 vorstellte.
Im Kabinett sind die regierenden Fraktionen der Volkspartei (TP), der Neuen Zeit (JL), des Bündnisses der Grünen und Bauern (ZZS), der Vaterland und Freiheit (TB/LNNK) und der Zivilunion (PS) vertreten.
Im März 2010 erklärte die Volkspartei ihren Austritt aus der Koalition. Dem folgte der Rücktritt von vier ihrer Minister. Lediglich Kulturminister Ints Dālderis verblieb im Amt, trat aus der TP aus und am 28. Juni 2010 der JL bei. Am 3. November 2010 wurde das Kabinett Dombrovskis II vereidigt.
| Ressort                                              | Name                                                                                       | Partei                                         |
| ---------------------------------------------------- | ------------------------------------------------------------------------------------------ | ---------------------------------------------- |
| Ministerpräsident                                    | Valdis Dombrovskis                                                                         | JL                                             |
| Auswärtiges                                          | Māris Riekstiņš seit 29. April 2010 Aivis Ronis                                            | TP parteilos                                   |
| Verteidigung                                         | Imants Viesturs Lieģis                                                                     | PS                                             |
| Justiz                                               | Mareks Segliņš seit 17. März 2010 Uldis Augulis seit 20. April 2010 Imants Viesturs Lieģis | TP ZZS PS                                      |
| Wirtschaft                                           | Artis Kampars                                                                              | JL                                             |
| Finanzen                                             | Einars Repše                                                                               | JL                                             |
| Verkehr                                              | Kaspars Gerhards                                                                           | TB/LNNK                                        |
| Inneres                                              | Linda Mūrniece                                                                             | JL                                             |
| Bildung und Wissenschaft                             | Tatjana Koķe                                                                               | ZZS                                            |
| Kultur                                               | Ints Dālderis                                                                              | TP (bis 17. März 2010) JL (seit 28. Juni 2010) |
| Umwelt                                               | Raimonds Vējonis                                                                           | ZZS                                            |
| Soziales                                             | Uldis Augulis                                                                              | ZZS                                            |
| Gesundheit                                           | Ivars Eglītis seit 17. März 2010 Linda Mūrniece seit 13. Mai 2010 Didzis Gavars            | TP JL parteilos                                |
| Regionale Entwicklung und kommunale Selbstverwaltung | Edgars Zalāns seit 17. März 2010 Raimonds Vējonis seit 13. Mai 2010 Dagnija Staķe          | TP ZZS                                         |
| Landwirtschaft                                       | Jānis Dūklavs                                                                              | ZZS                                            |